# Begonia integrifolia
Espèce
Synonymes
- Begonia curtisii Ridl.[2]
- Begonia debilis King[2]
- Begonia guttata Wall. ex A. DC.[2]
- Begonia haniffii Burkill[2]
- Begonia leucantha Ridl.[2]

Begonia integrifolia est une espèce de plantes de la famille des Begoniaceae.
L'espèce fait partie de la section Platycentrum.
Elle a été décrite en 1851 par Nicol Alexander Dalzell (1817-1878).

## Répartition géographique
Cette espèce est originaire des pays suivants : Inde ; Malaisie ; Myanmar ; Thaïlande.

## Liste des variétés
Selon Tropicos (7 février 2017) :
- variété Begonia integrifolia var. guttata Gagnep.